# Teoria conspirației privind SIDA
Există diferite teorii conspirative și alte astfel de ipoteze care fac speculații cu privire la adevărata origine a HIV și SIDA.  Aceste idei alternative variază de la sugestii conform cărora SIDA a fost rezultatul accidental al unor experimente privind dezvoltarea de vaccinuri la acuze asupra unor oameni de știință care lucrează pentru guvernul SUA cum că ar fi creat în mod voit virusul imunodeficienței umane.  În timp ce câțiva cercetători reputați mainstream au investigat la un moment dat unele dintre aceste teorii ca ipoteze rezonabile, acest lucru nu mai este valabil deoarece după cercetări continue s-a ajuns la concluzia că aceste idei alternative și teorii conspirative sunt invalide. Consensul științific actual este că SIDA provine din Africa din mijlocul anilor 1930, acest virus fiind înrudit cu virusul imunodeficienței Simian (SIV).